# Меда (Монца и Бријанца)
Меда (итал. Meda) је насеље у Италији у округу Монца и Бријанца, региону Ломбардија.
Према процени из 2011. у насељу је живело 22665 становника. Насеље се налази на надморској висини од 224 м.

## Становништво
Према резултатима пописа становништва 2011. у општини је живело 23.073 становника.
| 1936. | 1951.  | 1961.  | 1971.  | 1981.  | 1991.  | 2001.  | 2011.  |
| ----- | ------ | ------ | ------ | ------ | ------ | ------ | ------ |
| 9.237 | 11.510 | 14.883 | 18.245 | 20.470 | 20.820 | 21.266 | 23.073 |